# Quantitatives EEG
Das quantitative EEG (kurz QEEG, lang quantitative Elektroenzephalographie) ist eine Form der Analyse des EEGs, bei der die EEG-Grundaktivität computergestützt in ihre Einzelfrequenzen zerlegt und grafisch dargestellt wird. Gemessene EEG-Metriken wie Frequenz, Amplitude und Konnektivität können so in Form von sogenannten „Brainmaps“ dargestellt werden. Diese Methode findet vor allem im Bereich des Neurofeedbacks Anwendung. Eine Nutzung zur Diagnose und Therapiekontrolle bei neurologischen bzw. neuropsychiatrischen Erkrankungen ist prinzipiell möglich, findet im klinischen Alltag jedoch keine Anwendung.

## EEG im Unterschied zum QEEG
EEG-Aufnahmen dienen im Wesentlichen der Diagnostik von Epilepsien, zum Nachweis von altersabhängigen Hirnreifungsstörungen, bei Erkrankungen, die mit nachlassender Denkleistung zusammenhängen, bei Störungen des Schlaf-Wach-Rhythmus und bei der Feststellung des Hirntodes. Dabei geschieht in erster Linie eine visuelle Inspektion der Hirnwellenmuster nach typischen Auffälligkeiten wie sie z. B. bei Epilepsien auftreten. Dies sind Muster die mehr oder weniger von der Grundaktivität des EEGs abweichen. Mit Hilfe des QEEG ist es technisch möglich, die Diagnostik neuropsychiatrischer Krankheitsbilder wie etwa Demenzen, Denkstörungen oder Bewegungsstörungen sowie einer Hochbegabung zu unterstützen. In der Praxis spielt diese Technik jedoch keine Rolle, der Grund dafür ist unbekannt.